# Maria Veronica Rossi
Maria Veronica Rossi (Ferentino, 22 settembre 1988) è una politica italiana.

## Biografia
Dopo essersi diplomata al liceo, ha iniziato gli studi di psicologia, rimanendo per un certo periodo senza lavoro. Ha mosso i primi passi in politica con la Lega Nord dove ha asssunto l'incarico di coordinatrice regionale per gli affari giovanili. Nel 2019 si è candidata senza successo al Parlamento europeo. Tuttavia, è diventata europarlamentare durante la X legislatura nell'aprile 2023 per il gruppo Identità e Democrazia. Nel 2024 aderisce a Fratelli d'Italia.